# Orlando Casares

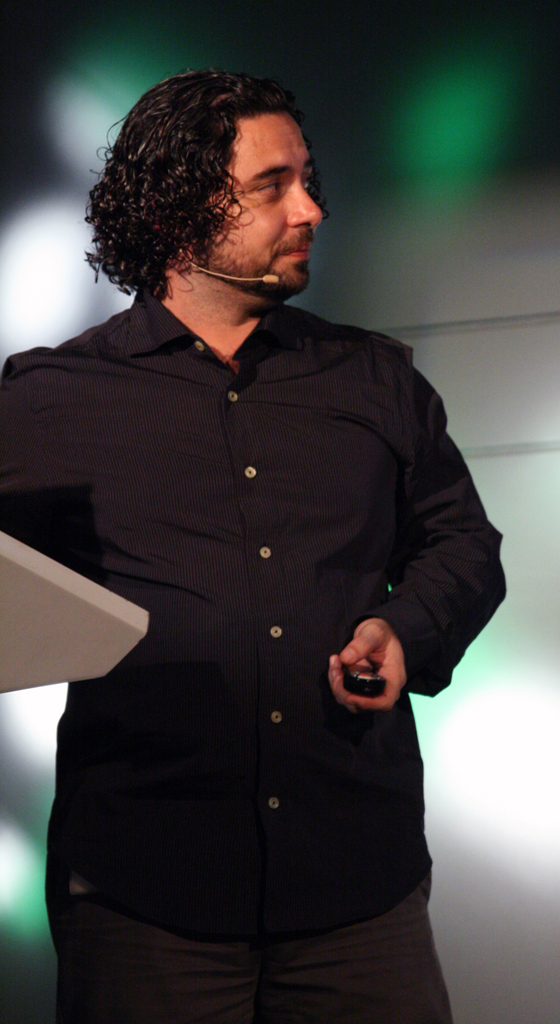
Orlando Casares Contreras, durante la conferencia de Astronomía Maya en Medellín, Colombia durante el año 2012

Orlando Josué Casares Contreras, es un académico y arqueólogo de origen mexicano,

## Biografía
Nació en la ciudad de Mérida, Yucatán, México y es arqueólogo y antropólogo social por la Universidad Autónoma de Yucatán así como doctor por la Universidad de Murcia en Historia del Arte con especialidad en patrimonio y museos. Desde el 2001, su línea de investigación es la arqueoastronomía o astronomía cultural a la fecha y a partir del 2010 se incorpora entre las mismas el área de Museografía y Museología. Sus trabajos académicos se enfocan en la región del área de la Cultura Maya Prehispánica y Contemporánea. Actualmente labora en el Instituto Nacional de Antropología e Historia como Coordinador del área de Museografía y es parte del Sistema Nacional de Investigadores (SNI) del CONACYT, debido a sus publicaciones  y conferencias nacionales y extranjeras.

## Trayectoria Profesional
Cuenta con una licenciatura en Antropología con especialidad en Arqueología (2001), por la Universidad Autónoma de Yucatán, así como una maestría en la misma casa de estudios pero con especialidad en Antropología Social (2007), ambas con especialidad en astronomía cultural de la región maya, así como una especialidad en docencia (2006) y otra en Comunicación y Divulgación de la Ciencia (2013) y un doctorado en Historia del Arte con especialidad en Patrimonio y Museos (2015).
Trabajó para la Universidad Autónoma de Yucatán con las asignaturas de Antropología y Sociología del 2002 al 2011, así como de Historia de México e Historia de Yucatán para la Secretaría de Educación Pública del 2007 al 2009. Labora como Museógrafo y Museólogo en el Instituto Nacional de Antropología e Historia en Yucatán del 2010 a la fecha, al mismo tiempo que imparte asignaturas de tipo optativas en diferentes universidades de la región. También escribe una columna de divulgación para el periódico digital Informe Fracto

## Obras y publicaciones
- Astronomía en el área maya[2]

- Bix U Naatik Maya Wiinik le Kanoo. Un estudio antropolológico sobre la visión del cielo y la naturaleza de los mayas[3]